# Campeonato Mundial de Patinação Artística no Gelo de 1999
O Campeonato Mundial de Patinação Artística no Gelo de 1999 foi a octogésima nona edição do Campeonato Mundial de Patinação Artística no Gelo, um evento anual de patinação artística no gelo organizado pela União Internacional de Patinação (em inglês:  International Skating Union) onde os patinadores artísticos competem pelo título de campeão mundial. A competição foi disputada entre os dias 20 de março e 28 de março, no Hartwall Areena, localizado na cidade de Helsinque, Finlândia.

## Eventos
- Individual masculino
- Individual feminino
- Duplas
- Dança no gelo

## Medalhistas
| Evento                        | Ouro                                           | Prata                                       | Bronze                                     |
| Individual masculino detalhes | Alexei Yagudin · Rússia                        | Evgeny Plushenko · Rússia                   | Michael Weiss · Estados Unidos             |
| Individual feminino detalhes  | Maria Butyrskaya · Rússia                      | Michelle Kwan · Estados Unidos              | Julia Soldatova · Rússia                   |
| Duplas detalhes               | Elena Berezhnaya · Anton Sikharulidze · Rússia | Shen Xue · Zhao Hongbo · China              | Dorota Zagorska · Mariusz Siudek · Polônia |
| Dança no gelo detalhes        | Anjelika Krylova · Oleg Ovsyannikov · Rússia   | Marina Anissina · Gwendal Peizerat · França | Shae-Lynn Bourne · Victor Kraatz · Canadá  |

## Resultados

### Individual masculino
| Pos.                                                  | Nome                  | Nacionalidade    | Pontos | QA | QB | PC | PL |
| ----------------------------------------------------- | --------------------- | ---------------- | ------ | -- | -- | -- | -- |
| Medalha de ouro                                       | Alexei Yagudin        | Rússia           | 2.6    |    | 1  | 2  | 1  |
| Medalha de prata                                      | Evgeny Plushenko      | Rússia           | 3.0    | 1  |    | 1  | 2  |
| Medalha de bronze                                     | Michael Weiss         | Estados Unidos   | 6.2    | 2  |    | 4  | 3  |
| 4                                                     | Elvis Stojko          | Canadá           | 8.0    | 3  |    | 3  | 5  |
| 5                                                     | Alexei Urmanov        | Rússia           | 9.8    |    | 2  | 5  | 6  |
| 6                                                     | Takeshi Honda         | Japão            | 10.0   |    | 3  | 8  | 4  |
| 7                                                     | Guo Zhengxin          | China            | 14.4   | 7  |    | 6  | 8  |
| 8                                                     | Laurent Tobel         | França           | 15.4   |    | 6  | 10 | 7  |
| 9                                                     | Andrejs Vlascenko     | Alemanha         | 15.8   |    | 4  | 7  | 10 |
| 10                                                    | Anthony Liu           | Austrália        | 20.2   | 4  |    | 16 | 9  |
| 11                                                    | Dmitry Dmitrenko      | Ucrânia          | 20.6   | 6  |    | 12 | 11 |
| 12                                                    | Timothy Goebel        | Estados Unidos   | 21.8   |    | 5  | 13 | 12 |
| 13                                                    | Stefan Lindemann      | Alemanha         | 22.2   |    | 7  | 9  | 14 |
| 14                                                    | Ivan Dinev            | Bulgária         | 22.8   | 8  |    | 11 | 13 |
| 15                                                    | Evgeny Pliuta         | Ucrânia          | 27.0   |    | 9  | 14 | 15 |
| 16                                                    | Trifun Zivanovic      | Estados Unidos   | 27.0   | 5  |    | 15 | 16 |
| 17                                                    | Vakhtang Murvanidze   | Geórgia          | 31.8   | 9  |    | 17 | 18 |
| 18                                                    | Emanuel Sandhu        | Canadá           | 33.4   |    | 11 | 20 | 17 |
| 19                                                    | Margus Hernits        | Estônia          | 34.6   |    | 12 | 18 | 19 |
| 20                                                    | Szabolcs Vidrai       | Hungria          | 36.4   | 10 |    | 19 | 21 |
| 21                                                    | Roman Skorniakov      | Uzbequistão      | 37.0   | 11 |    | 21 | 20 |
| 22                                                    | Patrick Meier         | Suíça            | 38.4   |    | 8  | 22 | 22 |
| 23                                                    | Robert Grzegorczyk    | Polônia          | 41.8   |    | 10 | 23 | 24 |
| 24                                                    | Markus Leminen        | Finlândia        | 42.8   | 12 |    | 25 | 23 |
| Não avançaram para a patinação livre / programa longo |                       |                  |        |    |    |    |    |
| 25                                                    | Sergei Rylov          | Azerbaijão       |        |    | 15 | 24 |    |
| 26                                                    | Lee Kyu-Hyun          | Coreia do Sul    |        |    | 14 | 26 |    |
| 27                                                    | Robert Kazimir        | Eslováquia       |        | 13 |    | 27 |    |
| 28                                                    | Cornel Gheorghe       | Romênia          |        | 14 |    | 28 |    |
| 29                                                    | Michael Tyllesen      | Dinamarca        |        |    | 13 | 30 |    |
| 30                                                    | Alexander Chestnikh   | Armênia          |        | 15 |    | 29 |    |
| Não avançaram para o programa curto                   |                       |                  |        |    |    |    |    |
| 31                                                    | Clive Shorten         | Reino Unido      |        | 16 |    |    |    |
| 31                                                    | Vitaly Danilchenko    | Ucrânia          |        |    | 16 |    |    |
| 33                                                    | Neil Wilson           | Reino Unido      |        |    | 17 |    |    |
| 33                                                    | Yuriy Litvinov        | Cazaquistão      |        | 17 |    |    |    |
| 35                                                    | Lukas Rakowski        | República Tcheca |        |    | 18 |    |    |
| 35                                                    | Konstantin Beliaev    | Bielorrússia     |        | 18 |    |    |    |
| 37                                                    | Yon Garcia            | Espanha          |        | 19 |    |    |    |
| 37                                                    | Jan Cejvan            | Eslovênia        |        |    | 19 |    |    |
| 39                                                    | David Del Pozo        | México           |        | 20 |    |    |    |
| 39                                                    | Sergei Telenkov       | Letônia          |        |    | 20 |    |    |
| 41                                                    | Panagiotis Markouizos | Grécia           |        | 21 |    |    |    |
| 41                                                    | Angelo Dolfini        | Itália           |        |    | 21 |    |    |

### Individual feminino
| Pos.                                                  | Nome                   | Nacionalidade    | Pontos | QA | QB | PC | PL |
| ----------------------------------------------------- | ---------------------- | ---------------- | ------ | -- | -- | -- | -- |
| Medalha de ouro                                       | Maria Butyrskaya       | Rússia           | 2.0    |    | 1  | 1  | 1  |
| Medalha de prata                                      | Michelle Kwan          | Estados Unidos   | 4.8    | 1  |    | 4  | 2  |
| Medalha de bronze                                     | Julia Soldatova        | Rússia           | 6.4    |    | 3  | 2  | 4  |
| 4                                                     | Tatiana Malinina       | Uzbequistão      | 6.8    |    | 2  | 5  | 3  |
| 5                                                     | Vanessa Gusmeroli      | França           | 7.6    | 2  |    | 3  | 5  |
| 6                                                     | Anna Rechnio           | Polônia          | 12.6   | 5  |    | 6  | 7  |
| 7                                                     | Sarah Hughes           | Estados Unidos   | 13.6   | 4  |    | 10 | 6  |
| 8                                                     | Elena Liashenko        | Ucrânia          | 13.8   |    | 4  | 7  | 8  |
| 9                                                     | Yulia Lavrenchuk       | Ucrânia          | 18.6   | 8  |    | 9  | 10 |
| 10                                                    | Viktoria Volchkova     | Rússia           | 21.8   | 3  |    | 11 | 14 |
| 11                                                    | Diana Poth             | Hungria          | 22.2   | 6  |    | 8  | 15 |
| 12                                                    | Angela Nikodinov       | Estados Unidos   | 22.8   |    | 9  | 17 | 9  |
| 13                                                    | Lucinda Ruh            | Suíça            | 22.8   | 9  |    | 12 | 12 |
| 14                                                    | Alisa Drei             | Finlândia        | 25.6   |    | 12 | 13 | 13 |
| 15                                                    | Julia Lautowa          | Áustria          | 28.2   |    | 10 | 22 | 11 |
| 16                                                    | Silvia Fontana         | Itália           | 28.8   |    | 5  | 18 | 16 |
| 17                                                    | Yulia Vorobieva        | Azerbaijão       | 29.8   |    | 7  | 15 | 18 |
| 18                                                    | Jennifer Robinson      | Canadá           | 31.6   |    | 8  | 14 | 20 |
| 19                                                    | Julia Sebestyen        | Hungria          | 32.2   | 14 |    | 16 | 17 |
| 20                                                    | Fumie Suguri           | Japão            | 35.4   |    | 6  | 20 | 21 |
| 21                                                    | Eva-Maria Fitze        | Alemanha         | 36.2   | 7  |    | 19 | 22 |
| 22                                                    | Sabina Wojtala         | Polônia          | 37.2   |    | 11 | 23 | 19 |
| 23                                                    | Valeria Trifancova     | Letônia          | 41.0   | 11 |    | 21 | 24 |
| 24                                                    | Caroline Gülke         | Alemanha         | 42.6   |    | 13 | 24 | 23 |
| Não avançaram para a patinação livre / programa longo |                        |                  |        |    |    |    |    |
| 25                                                    | Idora Hegel            | Croácia          |        | 12 |    | 25 |    |
| 26                                                    | Marta Andrade          | Espanha          |        | 10 |    | 27 |    |
| 27                                                    | Veronika Dytrtova      | República Tcheca |        |    | 14 | 26 |    |
| 28                                                    | Zuzana Paurova         | Eslováquia       |        |    | 15 | 28 |    |
| 29                                                    | Olga Vassiljeva        | Estônia          |        | 13 |    | 30 |    |
| 30                                                    | Lu Meijia              | China            |        | 15 |    | 29 |    |
| Não avançaram para o programa curto                   |                        |                  |        |    |    |    |    |
| 31                                                    | Ingrida Snieskiene     | Lituânia         |        |    | 16 |    |    |
| 31                                                    | Jung Min-Ju            | Coreia do Sul    |        | 16 |    |    |    |
| 33                                                    | Marion Krijgsman       | Países Baixos    |        |    | 17 |    |    |
| 33                                                    | Anna Dimova            | Bulgária         |        | 17 |    |    |    |
| 33                                                    | Klara Bramfeldt        | Suécia           |        |    | 17 |    |    |
| 36                                                    | Kaja Hanevold          | Noruega          |        | 18 |    |    |    |
| 37                                                    | Rocio Salas Visuet     | México           |        | 19 |    |    |    |
| 37                                                    | Shirene Human          | África do Sul    |        |    | 19 |    |    |
| 39                                                    | Dow-Jane Chi           | Taipé Chinesa    |        |    | 20 |    |    |
| 39                                                    | Anna Chatziathanassiou | Grécia           |        | 20 |    |    |    |
| 41                                                    | Helena Pajovic         | Iugoslávia       |        |    | 21 |    |    |

### Duplas
| Medalha de ouro                                       | Elena Berezhnaya / Anton Sikharulidze     | Rússia           | 1.5  | 1  | 1  |
| Medalha de prata                                      | Shen Xue / Zhao Hongbo                    | China            | 3.0  | 2  | 2  |
| Medalha de bronze                                     | Dorota Zagorska / Mariusz Siudek          | Polônia          | 4.5  | 3  | 3  |
| 4                                                     | Maria Petrova / Alexei Tikhonov           | Rússia           | 6.5  | 5  | 4  |
| 5                                                     | Sarah Abitbol / Stephane Bernadis         | França           | 8.0  | 6  | 5  |
| 6                                                     | Kristy Sargeant / Kris Wirtz              | Canadá           | 8.0  | 4  | 6  |
| 7                                                     | Tatiana Totmianina / Maxim Marinin        | Rússia           | 10.5 | 7  | 7  |
| 8                                                     | Peggy Schwarz / Mirko Müller              | Alemanha         | 12.5 | 9  | 8  |
| 9                                                     | Kyoko Ina / John Zimmerman                | Estados Unidos   | 13.0 | 8  | 9  |
| 10                                                    | Danielle Hartsell / Steve Hartsell        | Estados Unidos   | 16.5 | 13 | 10 |
| 11                                                    | Yulia Obertas / Dmitry Palamarchuk        | Ucrânia          | 16.5 | 11 | 11 |
| 12                                                    | Katerina Berankova / Otto Dlabola         | República Tcheca | 18.0 | 12 | 12 |
| 13                                                    | Valerie Saurette / Jean-Sebastien Fecteau | Canadá           | 18.0 | 10 | 13 |
| 14                                                    | Pang Qing / Tong Jian                     | China            | 21.5 | 15 | 14 |
| 15                                                    | Inga Rodionova / Aleksandr Anichenko      | Azerbaijão       | 23.0 | 16 | 15 |
| 16                                                    | Mariana Kautz / Norman Jeschke            | Alemanha         | 25.5 | 19 | 16 |
| 17                                                    | Olga Bestandigova / Josef Bestandig       | Eslováquia       | 26.0 | 18 | 17 |
| 18                                                    | Ekaterina Danko / Gennadi Emeljenenko     | Bielorrússia     | 26.5 | 17 | 18 |
| 19                                                    | Maria Krasiltseva / Artem Znachkov        | Armênia          | 29.0 | 20 | 19 |
| WD                                                    | Laura Handy / Paul Binnebose              | Estados Unidos   |      | 14 |    |
| Não avançaram para a patinação livre / programa longo |                                           |                  |      |    |    |
| 21                                                    | Natalia Ponomareva / Evgeniy Sviridov     | Uzbequistão      |      | 21 |    |

### Dança no gelo
| Pos.                              | Nome                                     | Nacionalidade    | Pontos | DC1 | DC2 | DO | DL |
| --------------------------------- | ---------------------------------------- | ---------------- | ------ | --- | --- | -- | -- |
| Medalha de ouro                   | Anjelika Krylova / Oleg Ovsyannikov      | Rússia           | 2.6    | 1   | 1   | 2  | 1  |
| Medalha de prata                  | Marina Anissina / Gwendal Peizerat       | França           | 3.6    | 3   | 2   | 1  | 2  |
| Medalha de bronze                 | Shae-Lynn Bourne / Victor Kraatz         | Canadá           | 5.8    | 2   | 3   | 3  | 3  |
| 4                                 | Irina Lobacheva / Ilia Averbukh          | Rússia           | 8.0    | 4   | 4   | 4  | 4  |
| 5                                 | Barbara Fusar-Poli / Maurizio Margaglio  | Itália           | 10.2   | 6   | 5   | 5  | 5  |
| 6                                 | Margarita Drobiazko / Povilas Vanagas    | Lituânia         | 11.8   | 5   | 6   | 6  | 6  |
| 7                                 | Kati Winkler / Rene Lohse                | Alemanha         | 14.0   | 7   | 7   | 7  | 7  |
| 8                                 | Elena Grushina / Ruslan Goncharov        | Ucrânia          | 16.0   | 8   | 8   | 8  | 8  |
| 9                                 | Sylwia Nowak / Sebastian Kolasinski      | Polônia          | 18.0   | 9   | 9   | 9  | 9  |
| 10                                | Naomi Lang / Peter Tchernyshev           | Estados Unidos   | 20.0   | 10  | 10  | 10 | 10 |
| 11                                | Albena Denkova / Maxim Staviyski         | Bulgária         | 22.0   | 11  | 11  | 11 | 11 |
| 12                                | Tatiana Navka / Roman Kostomarov         | Rússia           | 24.0   | 12  | 12  | 12 | 12 |
| 13                                | Galit Chait / Sergey Sakhnovsky          | Israel           | 26.0   | 13  | 13  | 13 | 13 |
| 14                                | Isabelle Delobel / Olivier Schoenfelder  | França           | 28.6   | 14  | 14  | 15 | 14 |
| 15                                | Chantal Lefebvre / Michel Brunet         | Canadá           | 29.4   | 15  | 15  | 14 | 15 |
| 16                                | Charlotte Clements / Gary Shortland      | Reino Unido      | 32.4   | 16  | 18  | 16 | 16 |
| 17                                | Eve Chalom / Mathew Gates                | Estados Unidos   | 33.8   | 17  | 16  | 17 | 17 |
| 18                                | Eliane Hugentobler / Daniel Hugentobler  | Suíça            | 35.8   | 18  | 17  | 18 | 18 |
| 19                                | Stephanie Rauer / Thomas Rauer           | Alemanha         | 38.4   | 21  | 19  | 19 | 19 |
| 20                                | Nakako Tsuzuki / Rinat Farkhoutdinov     | Japão            | 40.6   | 22  | 21  | 20 | 20 |
| 21                                | Francesca Fermi / Diego Rinaldi          | Itália           | 42.0   | 19  | 20  | 22 | 21 |
| 22                                | Zhang Weina / Cao Xianming               | China            | 43.4   | 20  | 24  | 21 | 22 |
| 23                                | Gabriela Hrazska / Jiri Prochazka        | República Tcheca | 46.2   | 25  | 22  | 23 | 23 |
| 24                                | Angelika Führing / Bruno Ellinger        | Áustria          | 47.8   | 24  | 23  | 24 | 24 |
| 25                                | Pia-Maria Gustafsson / Antti Grönlund    | Finlândia        | 56.0   | 31  | 31  | 31 | 25 |
| Não avançaram para dança livre    |                                          |                  |        |     |     |    |    |
| 26                                | Tatiana Kurkudym / Yury Kocherzhenko     | Ucrânia          |        | 26  | 25  | 25 |    |
| 27                                | Elizaveta Stekolnikova / Mark Fitzgerald | Cazaquistão      |        | 23  | 27  | 26 |    |
| 28                                | Kornelia Barany / Andre Rosnik           | Hungria          |        | 28  | 26  | 28 |    |
| 29                                | Kristina Kalesnik / Aleksander Terentjev | Estônia          |        | 29  | 29  | 27 |    |
| 30                                | Jenny Dahlen / Igor Lukanin              | Azerbaijão       |        | 27  | 28  | 29 |    |
| 31                                | Yang Tae-Hwa / Lee Chuen-Gun             | Coreia do Sul    |        | 30  | 30  | 30 |    |
| Não avançaram para dança original |                                          |                  |        |     |     |    |    |
| 32                                | Danielle Rigg-Smith / Trent Nelson-Bond  | Austrália        |        | 32  | 32  |    |    |

## Quadro de medalhas
| Ordem | País           | Medalha de ouro | Medalha de prata | Medalha de bronze |    | Ordem por total |
| ----- | -------------- | --------------- | ---------------- | ----------------- | -- | --------------- |
| 1     | Rússia         | 4               | 1                | 1                 | 6  | 1               |
| 2     | Estados Unidos |                 | 1                | 1                 | 2  | 2               |
| 3     | China          |                 | 1                |                   | 1  | 3               |
| 3     | França         |                 | 1                |                   | 1  | 3               |
| 5     | Canadá         |                 |                  | 1                 | 1  | 3               |
| 5     | Polônia        |                 |                  | 1                 | 1  | 3               |
| TOTAL | TOTAL          | 4               | 4                | 4                 | 12 | —               |